# 키리아코스 코스타 니콜라우
키리아코스 코스타 니콜라우(그리스어: Κυριάκος Κώστα Νικολάου, 영어: Kyriacos Costa Nicolaou, 1946년 7월 8일 ~ )는 천연물 전체 합성 분야의 연구로 유명한 키프로스계 미국인 화학자이다. 그는 현재 해리 C. 와 올가 K. 와이스 라이스 대학교 화학과 교수로 이전에 스크립스 연구소/UC 샌디에이고와 펜실베이니아 대학교에서 학술 직책을 역임했다.

## 생애
니콜라우는 1946년 7월 5일 키프로스의 카라바스에서 태어났고 그곳에서 성장하여 18세까지 학교를 다녔다. 1964년, 그는 영어를 배우고 대학 입학을 준비하며 2년을 보낸 영국으로 갔다. 그는 런던 대학교에서 화학을 공부했다. 1972년, 그는 미국으로 건너가 컬럼비아 대학교와 하버드 대학교에서 박사 후 임용된 후 펜실베니아 대학교의 교수진에 합류하여 로도스톰슨 화학 교수가 되었다. 펜실베니아 대학교에 있는 동안, 그는 명망 있는 슬론 펠로우십을 받았다.
니콜라우 그룹은 유기화학 분야에서 활발한 활동을 하고 있으며, 방법론의 개발과 전체 합성에 관심을 가지고 있다. 그는 자연계에 존재하는 많은 복잡한 분자, 예를 들어 탁솔과 반코마이신의 합성을 담당하고 있다. 그의 그룹이 탁솔로 가는 길은 1994년 로버트 A. 홀튼 그룹의 합성과 거의 동시에 완성되었는데, 탁솔의 구조적 복잡성과 강력한 항암 활성 때문에 전국적인 뉴스 매체의 주목을 받았다.